# Priolepis goldshmidtae
Priolepis goldshmidtae är en fiskart som beskrevs av Goren och Baranes, 1995. Priolepis goldshmidtae ingår i släktet Priolepis och familjen smörbultsfiskar. Inga underarter finns listade i Catalogue of Life.